# J.W. Construction Holding
J.W. Construction Holding Spółka Akcyjna – polska spółka akcyjna działająca w sektorze deweloperskim oraz hotelarskim. 
Spółka jest jednym z największych polskich deweloperów mieszkaniowych z ponad 31 letnim doświadczeniem na rynku nieruchomości. Od początku istnienia firmy wybudowała ponad 35 tysięcy mieszkań oraz 640 domów w Warszawie, Katowicach, Łodzi, Gdyni, Gdańsku, Krakowie, Zawadzie, Poznaniu, Szczecinie i poza krajem. 
W portfolio firmy znajdują się również hotele: Czarny Potok Resort SPA&Conference w Krynicy Zdroju, Dana w Szczecinie oraz sieć hoteli 500 w Zegrzu Południowym, Strykowie oraz Tarnowie Podgórnym. 
JW Construction realizuje także projekt rewitalizacji dawnego gmachu PKO BP w Krakowie, gdzie w ramach współpracy z siecią luksusowych hoteli Marriott International powstanie hotel z 120 pokojami. Pod marką AC Marriott.
Z materiałów tworzonych we własnej fabryce w Tłuszczu, J.W. Construction realizuje projekty w  ekonomicznej i ekologicznej technologii modułowej. 
Założycielem oraz głównym akcjonariuszem i przewodniczącym rady nadzorczej J.W. Construction jest Józef Wojciechowski.  

## Wybrane inwestycje zrealizowane
- Hanza Tower, Szczecin
- Nad Odrą, Szczecin
- Na Wzgórzach, Zawada
- Villa Campina, Ożarów Mazowiecki
- Eco Berensona, Warszawa
- Osiedle Kościuszki, Chorzów
- Nowe Tysiąclecie Katowice
- Osiedle Horizon, Gdańsk
- Bernadowo Park Gdynia
- Bliska Wola Warszawa
- Zielona Dolina Warszawa
- Stacja Centrum Pruszków
- Księży Młyn Łódź